# Araneus abeicus
Araneus abeicus är en spindelart som beskrevs av Levi 1991. Araneus abeicus ingår i släktet Araneus och familjen hjulspindlar. Inga underarter finns listade i Catalogue of Life.